# Liga de Campeones de la CAF 2000
La Liga de Campeones de la CAF del 2000 fue la edición 36 del torneo anual de fútbol a nivel de clubes de África organizado por la CAF.
El Hearts of Oak de Ghana ganó el torneo por primera ocasión.

## Ronda Preliminar
| Equipo 1              | Agr.         | Equipo 2               | Ida | Vuelta |
| --------------------- | ------------ | ---------------------- | --- | ------ |
| Tusker                | 2-2 (6-5 p.) | Red Sea                | 1-1 | 1-1    |
| Villa                 | 2-5          | Saint George           | 2-2 | 0-3    |
| Vital'O               | 5-0          | Bata Bullets           | 4-0 | 1-0    |
| Dragons               | 3-1          | Gambia Ports Authority | 2-0 | 1-1    |
| Sporting Praia        | 2-4          | Tempête Mocaf          | 2-3 | 0-1    |
| 1º de Agosto          | 5-0          | Akonangui              | 4-0 | 1-0    |
| Horoya                | 3-1          | Sporting Bissau        | 2-0 | 1-1    |
| Notwane               | 3-5          | Black Africa           | 1-1 | 2-4    |
| AS de Vacoas-Phoenix  | 3-21         | St Michel United       | 1-1 | 2-1    |
| Fortior               | 0-0 (2-3 p.) | Lesotho Defence Force  | 0-0 | 0-0    |
| Al-Ahli Tripoli       | 6-1          | Olympic Niamey         | 4-0 | 2-1    |
| APR                   | 2-2 (3-2 p.) | Renaissance            | 1-1 | 1-1    |
| Ferroviário de Maputo | 3-3 (v.)     | Prisons                | 1-0 | 2-3    |

1 el Vacoas Phoenix fue expulsado del torneo por alinear un jugador inelegible.

## Primera Ronda
| Equipo 1               | Agr.         | Equipo 2              | Ida | Vuelta |
| ---------------------- | ------------ | --------------------- | --- | ------ |
| Raja Casablanca        | 5-3          | Dragons               | 3-1 | 2-2    |
| MC Alger               | 2-6          | Jeanne d'Arc          | 1-1 | 1-5    |
| Al-Ahly                | 3-2          | Tusker                | 3-1 | 0-1    |
| Saint George           | 3-4          | Vital'O               | 1-2 | 2-2    |
| Espérance de Tunis     | 10-0         | APR                   | 7-0 | 3-01   |
| ASFA Yennenga          | 3-3 (v.)     | Djoliba               | 2-2 | 1-1    |
| Lobi Stars             | 3-1          | Tempête Mocaf         | 2-0 | 1-1    |
| Vita Club Mokanda      | 2-5          | 1º de Agosto          | 2-1 | 0-4    |
| Hearts of Oak          | 4-3          | Horoya AC             | 2-1 | 2-2    |
| DC Motema Pembe        | w/o          | Black Africa          | 2   | -      |
| Highlanders            | 3-0          | St Michel United      | 1-0 | 2-0    |
| Sable                  | 3-2          | FC 105 Libreville     | 2-1 | 1-1    |
| Stade Tamponnaise      | 1-5          | Nkana                 | 1-2 | 0-3    |
| Mamelodi Sundowns      | 6-2          | Lesotho Defence Force | 2-1 | 4-1    |
| Africa Sports National | 6-0          | Al-Ahli Tripoli       | 4-0 | 2-0    |
| Al-Hilal               | 2-2 (4-5 p.) | Ferroviário de Maputo | 1-1 | 1-1    |

1 el APR FC abandonó el torneo después del primer partido; fue vetado por la CAF en todos sus torneos por 3 años y multado con $4000. 

2 el Black Africa abandonó el torneo.

## Segunda Ronda
| Equipo 1           | Agr.         | Equipo 2              | Ida | Vuelta |
| ------------------ | ------------ | --------------------- | --- | ------ |
| Raja Casablanca    | 2-2 (v.)     | Jeanne d'Arc          | 2-1 | 0-1    |
| Al-Ahly            | 4-2          | Vital'O               | 3-0 | 1-2    |
| Espérance de Tunis | 4-3          | Djoliba               | 3-2 | 1-1    |
| Lobi Stars         | 2-1          | Primero de Agosto     | 1-1 | 1-0    |
| Hearts of Oak      | 4-3          | Motema Pembe          | 4-1 | 0-2    |
| Highlanders        | 3-3 (3-4 p.) | Sable                 | 3-0 | 0-3    |
| Nkana              | 1-1 (v.)     | Mamelodi Sundowns     | 1-1 | 0-0    |
| Africa Sports      | 7-1          | Ferroviário de Maputo | 5-0 | 2-1    |

## Fase de grupos

### Grupo A
| Pos. | Equipo             | Pts. | PJ | G | E | P | GF | GC | Dif. | Clasificación |     | ESP | SUN | AFR | SAB |
| ---- | ------------------ | ---- | -- | - | - | - | -- | -- | ---- | ------------- | --- | --- | --- | --- | --- |
| 1    | Espérance de Tunis | 12   | 6  | 4 | 0 | 2 | 12 | 7  | +5   | Final         |     | —   | 3–2 | 2–0 | 4–0 |
| 2    | Mamelodi Sundowns  | 12   | 6  | 4 | 0 | 2 | 11 | 11 | 0    |               |     | 2–0 | —   | 2–0 | 2–1 |
| 3    | Africa Sports      | 10   | 6  | 3 | 1 | 2 | 12 | 8  | +4   |               | 2–1 | 6–1 | —   | 3–1 |     |
| 4    | Sable              | 1    | 6  | 0 | 1 | 5 | 5  | 14 | −9   |               | 1–2 | 1–2 | 1–1 | —   |     |

 Fuente: 

### Grupo B
| Pos. | Equipo        | Pts. | PJ | G | E | P | GF | GC | Dif. | Clasificación |     | HEA | AHL | LOB | JEA |
| ---- | ------------- | ---- | -- | - | - | - | -- | -- | ---- | ------------- | --- | --- | --- | --- | --- |
| 1    | Hearts of Oak | 14   | 6  | 4 | 2 | 0 | 12 | 5  | +7   | Final         |     | —   | 2–1 | 2–0 | 1–1 |
| 2    | Al-Ahly       | 8    | 6  | 2 | 2 | 2 | 10 | 9  | +1   |               |     | 1–1 | —   | 3–1 | 3–1 |
| 3    | Lobi Stars    | 7    | 6  | 2 | 1 | 3 | 7  | 9  | −2   |               | 0–2 | 3–1 | —   | 3–1 |     |
| 4    | Jeanne d'Arc  | 3    | 6  | 0 | 3 | 3 | 6  | 12 | −6   |               | 2–4 | 1–1 | 0–0 | —   |     |

 Fuente: 

## Final
| Equipo 1           | Agr. | Equipo 2      | Ida | Vuelta |
| ------------------ | ---- | ------------- | --- | ------ |
| Espérance de Tunis | 2-5  | Hearts of Oak | 1-2 | 1-31   |

1 El partido fue interrumpido por 18 minutos en el minuto 75 cuando el Espérance ganaba 1-0 después de que los aficionados del Espérance encendieron llamas en el estadio, creando un motín contra la policía cuando una de las llamas llegó a la zona VIP. Espérance protestó el resultado, pero la protesta fue rechazada.

### Ida
| 2-12-2000 | Espérance de Tunis | 1–2 | Hearts of Oak            | Stade El Menzah, Tunis                                    |                                                           |
|           | - Zitouni 36'      |     | - Addo 52' - Kuffour 79' | Asistencia: 30,000 espectadores Árbitro(s): Lim Kee Chong | Asistencia: 30,000 espectadores Árbitro(s): Lim Kee Chong |

### Vuelta
| 17-12-2000 | Hearts of Oak                | 3–1 | Espérance de Tunis | Ohene Djan Stadium, Acra                                   |                                                            |
| | - Kuffour 83' 89' - Addo 90' |     | - Gabsi 18'        | Asistencia: 45,000 espectadores Árbitro(s): Robin Williams | Asistencia: 45,000 espectadores Árbitro(s): Robin Williams |
| El partido fue interrumpido por 18 minutos al minuto 75' cuando el Espérance de Tunis ganaba 1–0 luego de que los aficionados del Espérance lanzaran fuego y fueran sacados del estadio en un enfrentamiento con la policía luego de que uno de los proyectiles cayera en la zona VIP. El Espérance de Tunis protestó el resultado, pero fue rechazada. También fue detenido a causa de los actos del portero del Espérance Chokri El Ouaer quien se lesionó así mismo con el fin de que el partido fuera abandonado luego de que el Espérance se quedara sin sustituciones. Él fue suspendido un año por la CAF por sus actos. |                              |     |                    |                                                            |                                                            |

## Campeón
| Ghana                   |
| Hearts of Oak 1º título |

## Goleadores
| #  | Nombre                | Equipo             | Goles |
| -- | --------------------- | ------------------ | ----- |
| 1  | Emmanuel Osei Kuffour | Hearts of Oak      | 10    |
| 2  | Isaac                 | Primeiro de Agosto | 6     |
| 2  | Alaa Ibrahim          | Al Ahly            | 6     |
| 2  | Ali Zitouni           | ES Tunis           | 6     |
| 5  | Ishmael Addo          | Hearts of Oak      | 5     |
| 6  | Ibrahim Said          | Al Ahly            | 4     |
| 6  | Alhassane Issoufou    | Africa Sports      | 4     |
| 6  | Fadel Keïta           | Africa Sports      | 4     |
| 6  | Mamadou Ali Diallo    | Jeanne d'Arc       | 4     |
| 10 | Daniel Mudau          | Mamelodi Sundowns  | 3     |